# Dore Ashton
Pour les articles homonymes, voir Ashton.
Dore Ashton, née le 21 mai 1928 à Newark dans le New Jersey et morte le 30 janvier 2017 à New York aux États-Unis, est une critique d'art américaine et enseignante à l'université Yale.

## Biographie
Dore Ashton a fait ses études d'histoire de l'art à l'université du Wisconsin à Madison et à l'université Harvard (où elle obtient son Master of Arts en 1950). Elle travaille alors pour la revue Art Digest et à partir de 1955 pour The New York Times jusqu'en 1960. Elle est alors une spécialiste de l'École de New York et du mouvement abstrait. Dore Ashton devient alors conférencière à la School of Visual Arts de New York, dans laquelle elle est promue directrice du département des Humanités de 1965 à 1968. À partir de 1969, elle enseigne de manière permanente à la Cooper Union de New York et donne des cycles d'enseignements dans les autres universités de la ville (CUNY et université Columbia). Elle est notamment l'auteur d'une monographie de référence sur Mark Rothko en 1983 et une autre sur Joseph Cornell en 2002.
Elle enseigne l'histoire de l'art à la Cooper Union et la critique en peinture à l'université Yale de 2002 à sa mort.
Dore Ashton a été l'épouse du peintre Adja Yunkers (en) (1900-1983), de 1953 à sa mort, puis celle de Matti Megged.

## Ouvrages
- (en) Picasso on Art, Dore Ashton, Viking Adult, 1972  (ISBN 978-0670019434).
- (en) The New York School: A Cultural Reckoning, Dore Ashton, University of California Press, 1973, 1992  (ISBN 978-0520081062).
- (en) About Mark Rothko, Dore Ashton, Oxford University Press, 1983  (ISBN 978-0195033489) (réed. 1996 et 2003).
- (en) Mark Rothko: Works on Paper, Bonnie Clearwater et Dore Ashton, Hudson Hills Press, 1984  (ISBN 978-0933920538).
- (en) Noguchi East and West, University of California Press, 1993  (ISBN 978-0520083400).
- Rencontre avec Marcel Duchamp, Dore Ashton, Patrice Cotensin, et Marcel Duchamp, L'Échoppe, 1996  (ISBN 978-2840680666).
- Arshile Gorky, regard en amont, Dore Ashton, L'Échoppe, 1997  (ISBN 978-2840680802).
- Peintures, Dore Ashton, Galerie Lelong, 1997,  (ISBN 286882-016-6).
- (en) A Joseph Cornell Album, Dore Ashton, Da Capo Press, 2002  (ISBN 978-0306803727).
- Miquel Barceló, Dore Ashton et Rudy Chiappini, éditions Skira, 2007  (ISBN 978-8861300378).
- Susan Weil, Susan Weil et Dore Ashton, éditions Skira, 2011  (ISBN 978-8857206462).